# Gazi Hüsrev Bajá
Gazi Hüsrev Bajá ([El] Bajá Hüsrev Gazi; antes de 1610 - Tokat, marzo de 1632), también conocido como Boşnak Hüsrev Bajá ([El] Bajá Hüsrev el bosnio) o Ekrem Hüsrev Bajá ([El] Bajá Hüsrev el gentil, siendo «Ekrem» tanto adjetivo como nombre propio en turco), fue un Gran visir otomano de origen bosnio durante el reinado del sultán Murad IV.

## Biografía
Gazi Hüsrev nació en el Sanjacado de Bosnia del Imperio otomano. Estudió en la escuela palaciega de Enderûn.

### Jenízaro
Salió de Enderûn como jenízaro adscrito al cuerpo de artilleros.

### Visir
En 1625, fue promovido a visir . Durante la segunda rebelión Abaza, Damat Halil Bajá, entonces gran visir, intentó capturar la fortaleza de Erzurum, en el este otomano, plaza fuerte del líder de la rebelión, Abaza Mehmed Bajá. Tras 70 días de asedio, no logró capturar la ciudad y fue destituido de su cargo por este fallo, al igual que su predecesor, Hafiz Ahmed Bajá, que no había podido pacificar Erzurum ni expulsar a los safávidas de Mesopotamia.
Gazi Hüsrev Bajá fue nombrado gran visir el 6 de abril de 1628 tras una asamblea consultiva en la Sublime Puerta.

### Gran visir

#### Campaña de Erzurum
Hüsrev Bajá decidió sitiar Erzurum nuevamente el mismo año de 1628, llegando a la fortaleza el 5 de septiembre de 1628 y poniéndola bajo asedio. La operación se concretó con mucha velocidad, pillando desprevenido a Abaza Mehmed Bajá, que no había anticipado la estrategia y no esperaba un asedio por lo menos hasta 1629, por lo que tuvo que rendir la ciudad el 18 de septiembre.
La rápida victoria de Hüsrev, que finalizó una rebelión de 13 años que había sido costosa para los otomanos, le granjeó fama y poder al nuevo gran visir. Según el orientalista austríaco Joseph von Hammer-Purgstall, esto convirtió casi automáticamente a Hüsrev en el líder de facto del Imperio, pues el joven sultán Murad IV, entonces de 15 años, aún se encontraba en regencia y sus órdenes se cumplían con menos eficiencia que las de Hüsrev.
El gran visir no desaprovechó su influencia y aprovechó para disminuir el número de visires de la Sublime Puerta así como para ejecutar a oponentes políticos.

#### Campaña de Bagdad
El siguiente gran reto de Hüsrev fue la recaptura de la ciudad de Bagdad, conquistada por los otomanos a los persas en la primera guerra otomano-safávida casi cien años antes y tomada por el sah Abás el Grande el 14 de enero de 1624 al inicio de su campaña contra los otomanos.
Para la campaña, Hüsrev alistó al ejército otomano y esperaba marchar directamente a Mesopotamia, pero la climatología le obligó a marchar más al Norte y se adentró directamente en el territorio persa a través de Azerbaiyán para luego acercarse a Bagdad desde el oriente. Cuando llegó a Bagdad, las lluvias aún continuaban, impidiendo levantar un sitio adecuado contra la gran ciudad de Bagdad, por lo que decidió capturar las ciudades cercanas hasta que pudo poner bajo asedio Bagdad el 22 de junio de 1630. Mantuvo el asedio hasta el 14 de noviembre de 1630, pero ante la imposibilidad de capturarlo y la llegada del invierno, debió levantar el sitio que esperó continuar en 1631. Al año siguiente, sin nuevos refuerzos, retrasó el sitio hasta recibirlos y al no darse, no volvió a iniciarlo.
El 25 de octubre de 1631 fue depuesto de su puesto de gran visir siendo nombrado nuevamente Hafiz Ahmed Bajá, destituido por no haber capturado Bagdad en 1626.

### Muerte
Tras su destitución, decidió trasladarse a Tokat en el eyalato de Rum. Sin embargo, las noticias de su destitución provocaron descontento en las filas militares, que tenían en gran estima al vencedor de Erzurum, y el 7 de febrero de 1632 se sublevaron los sipahi y los kapıkulu (el cuerpo de jenízaros y caballería pesada) que se reunieron en la Plaza del Sultán y marcharon hacia el Palacio de Topkapı apoyados por otros soldados y gente de la ciudad. Ya en las cercanías de Palacio, el sultán Murad IV tuvo que llamar al orden en dos ocasiones y el gran visir Hafiz Ahmed, que se encontraba a caballo interponiéndose entre la masa de gente y el recinto del sultán, fue derribado de una pedrada y asesinado por los sublevados.
Ante el asesinato del gran visir, sustituido por Topal Recep Bajá, a quien el historiador turco Erhan Afyoncu considera el instigador de la revuelta de los kapıkulu por su vendetta personal contra Gazi Hüsrev (nombrado gran visir por delante de él en 1628) y Hafiz Ahmed (renombrado gran visir en vez de él mismo), el nuevo gran visir recibió órdenes de marchar a Tokat a detener a Hüsrev bajo la acusación de ser el provocador de la revuelta en la capital otomana. Aunque pudo oponer una resistencia inicial, finalmente fue capturado y ejecutado en marzo de 1632.